# Cytora hirsutissima
Cytora hirsutissima é uma espécie de gastrópode da família Liareidae.
É endémica da Nova Zelândia.